# Euoniticellus capnus
Euoniticellus capnus är en skalbaggsart som beskrevs av Yves Cambefort 1996. Euoniticellus capnus ingår i släktet Euoniticellus och familjen bladhorningar. Inga underarter finns listade i Catalogue of Life.